# Millinge
Millinge is een plaats in de Deense regio Zuid-Denemarken, gemeente Faaborg-Midtfyn. De plaats telt 512 inwoners (2020). Millinge ligt aan de voormalige spoorlijn Odense - Faaborg. Het stationsgebouw is bewaard gebleven.